# Walther Klemm
Walther Klemm (* 18. Juni 1883 in Karlsbad, Österreich-Ungarn; † 11. August 1957 in Weimar) war ein deutscher Maler, Grafiker, Illustrator und Hochschullehrer.

## Leben und Werk
Walther Klemm wurde am 18. Juni 1883 im böhmischen Karlsbad geboren. Nach Ermunterung durch Emil Orlik studierte er an der Wiener Kunstgewerbeschule bei Anton von Kenner, Kolo Moser u. a. Gleichzeitig belegte er das Fach Kunstgeschichte an der Wiener Universität bei Julius von Schlosser. Um 1903 entstanden erste Farbholzschnitte.
Ab 1904 beteiligte sich Klemm an der Ausstellung der Wiener Secession. Im selben Jahr erfolgte die Übersiedlung nach Prag. Dort lernte er Carl Thiemann kennen. In Libotz bei Prag bildeten beide eine Ateliergemeinschaft. 1908 siedelten Klemm und Thiemann in die Künstlerkolonie Dachau über. 1910 wurde Klemm Mitglied der Berliner Secession.
1913 erfolgte die Berufung als Professor für Graphik an die Großherzoglich-Sächsische Hochschule für Bildende Kunst. In Weimar entstand eine große Anzahl von Illustrationen und Tierdarstellungen. Enge Kontakte pflegte Klemm zu Harry Graf Kessler, Theodor Hagen, Alexander Olbricht, Ludwig von Hofmann sowie zum Tiermaler und -schriftsteller Otto Boris. Zu seinen Schülern gehörten Oswald Baer, Paul Berger-Bergner, Fritz Lattke, Helmut Krause, Horst de Marées, Rosso Majores und Alexandra Röhl. In der Zeit des Nationalsozialismus gehörte Klemm zu den gefragtesten Landschaftsmalern. Für diese Zeit ist seine Teilnahme an 14 Ausstellungen sicher belegt, darunter von 1937 bis 1944 alle Großen Deutschen Kunstausstellung im Haus der Deutschen Kunst in München.
Einige frühere Arbeiten Klemms galten den Nazis jedoch als „entartet“, und 1937 wurden im Rahmen der deutschlandweiten konzertierten Aktion „Entartete Kunst“ mehrere davon aus öffentlichen Sammlungen beschlagnahmt.
Nach dem Ende des NS-Staats erwarb sich Klemm wesentliche Verdienste beim Wiederaufbau der Kunsthochschule Weimar. 1952 wurde er Ehrensenator der Hochschule für Architektur und Bauwesen Weimar.
Klemm war u. a. Mitglied im Deutschen Künstlerbund, in der Zeit des Nationalsozialismus der Reichskammer der bildenden Künste und nach 1945 des Verbands Bildender Künstler der DDR.
1953 erhielt er den Nordgau-Kulturpreis der Stadt Amberg in der Kategorie „Bildende Kunst“.
Sein Grab befindet sich auf dem Historischen Friedhof Weimar.

## Darstellung Klemms in der bildenden Kunst
- Hilde Linzen-Gebhardt: Porträt Prof. Walther Klemm (Tafelbild, Öl, 1951)[6]

## Werke

### 1937 als „entartet“ aus öffentlichen Sammlungen nachweislich beschlagnahmte Werke
- Das Tierbuch, Einhornverlag München 1943. Skizzen
- Das Evangelium Lukas (Folge von Holzschnitten: Himmelfahrt, Gethsemane, Abendmahl; 25 × 20 cm, 1917/18. Museum für Kunst und Heimatgeschichte Erfurt; 1940 zur „Verwertung“ auf dem Kunstmarkt an den Kunsthändler Bernhard A. Böhmer. Verbleib ungeklärt)
- Pferdeschwemme (Radierung, 29,5 × 34,5 cm, 1919; Museum für Kunst und Heimatgeschichte Erfurt; 1940 zur „Verwertung“ auf dem Kunstmarkt an Bernhard A. Böhmer. Verbleib ungeklärt)
- Konzert (Lithografie; Schlossmuseum Weimar; zerstört)
- Enten (Holzschnitt, 13,1 × 16 cm, um 1917; Schlossmuseum Weimar; zerstört)
- Hochwasser (Holzschnitt, 28 × 38,7 cm, 1912; Schlossmuseum Weimar; zerstört)
- Gang nach Emmaus (Holzschnitt; Schlossmuseum Weimar; zerstört)
- Ölberg (Holzschnitt; Schlossmuseum Weimar; zerstört)
- Brückenbau Remagen (Aquarell; Kunstsammlungen der Stadt Düsseldorf; 1940 zur „Verwertung“ auf dem Kunstmarkt an Bernhard A. Böhmer. Verbleib ungeklärt)

### Weitere Werkbeispiele

#### Tafelbilder
- Deutscher Winter (Öl; ausgestellt 1937 auf der Großen Deutschen Kunstausstellung)[7]
- Möwenflug (Öl; ausgestellt 1939 auf der Großen Deutschen Kunstausstellung und von Goebbels erworben)[8]
- Schneeschmelze (Öl; ausgestellt 1940 auf der Großen Deutschen Kunstausstellung und von Goebbels erworben)[9]
- Spätsommerabend im Memelland (Öl; ausgestellt 1940 auf der Großen Deutschen Kunstausstellung)[10]
- März (Öl; ausgestellt 1940 auf der Großen Deutschen Kunstausstellung und von Franz-Xaver Schwarz erworben; im Bestand der Bayerischen Staatsgemäldesammlung)[11]
- Eisernte (Öl; ausgestellt 1943 auf der Großen Deutschen Kunstausstellung und von Arthur Greiser erworben)[12]
- Masurischer Winter (Öl; ausgestellt 1940 auf der Großen Deutschen Kunstausstellung und von Martin Bormann erworben)[13]

#### Aquarelle
- Nach dem Regen (1938 auf der Sudetendeutschen Kunstausstellung)[14]
- Wildgänse (1950)[15][16]
- Thüringer Landschaft (1951)[17][16]
- Thüringer Winter (1951, 45 × 59 cm; auf der Dritten Deutschen Kunstausstellung)[18]
- Thüringer Jungbäuerinnen (1952)[19]

#### Druckgrafik
- Eine Tote kehrt zurück (Lithographie)[20]
- Seeadler (Holzschnitt, 1946/1947 ausgestellt auf der Ausstellung „Mitteldeutsche Kunst“ in Leipzig)[21]
- Stierkampf (kolorierter Holzschnitt; 1947 ausgestellt auf der 1. Landesausstellung Bildender Künstler Thüringens)[22]

## Ausstellungen nach 1945 (unvollständig)

### Personalausstellungen
- 1948: Weimar
- 1949: Altenburg

- 1955: Weimar („Malerei, Graphik, Buchkunst“; mit Otto Dorfner und Alexander von Szpringer)
- postum 1973: Weimar, Kunsthalle (Gedenkausstellung)

### Gruppenausstellungen
- 1946, 1949 und 1953: Dresden, Allgemeine Deutsche Kunstausstellung und 2. und Dritte Deutsche Kunstausstellung
- 1948: Weimar, Schloss („Künstler schaffen. 1945–1948“)

#### Postum
- 1977: Weimar, Kunsthalle am Theaterplatz („Das Aquarell in fünf Jahrhunderten. Schätze der Kunstsammlungen zu Weimar“)
- 1979: Berlin, Ausstellungszentrum am Fernsehturm („Buchillustrationen in der DDR. 1949 – 1979“)
- 2007: Altenburg, Lindenau-Museum ("Joringel und Jorinde", graphische Blätter mit Illustrationen zu Märchenthemen)